# Nati il 18 gennaio

## IV secolo(1)
- 366 - Valentiniano Galate, nobile romano

## XV secolo(3)
- 1426 - Cecilia Gonzaga, nobildonna e religiosa († 1451)
- 1427 - Oddantonio II da Montefeltro, nobile, politico e condottiero italiano († 1444)
- 1457 - Antonio Trivulzio, cardinale e vescovo cattolico italiano († 1508)

## XVI secolo(8)
- 1501 - Bayram Khan, generale († 1561)
- 1507 - Ferrante Sanseverino, nobile italiano († 1568)
- 1519 - Isabella Jagellona, regina († 1559)
- 1525 - Filiberto Pingone, storico italiano († 1582)
- 1540 - Caterina di Guimarães, principessa portoghese († 1614)
- 1550 - Tsugaru Tamenobu, militare giapponese († 1608)
- 1573 - Ambrosius Bosschaert, pittore olandese († 1621)
- 1575 - Johann Kirchmann, filologo, storico e pedagogo tedesco († 1643)

## XVII secolo(20)
- 1609 - Ferdinando Hastings, VI conte di Huntingdon, nobile e politico inglese († 1655)
- 1618 - Stefano Brancaccio, cardinale e arcivescovo cattolico italiano († 1682)
- 1624 - Tirso González de Santalla, gesuita spagnolo († 1705)
- 1634 - Orazio Fortunato, vescovo cattolico italiano († 1707)
- 1637 - Manuel Fernández de Santa Cruz, vescovo cattolico spagnolo († 1699)
- 1641 - François Michel Le Tellier de Louvois, politico francese († 1691)
- 1649 - Guglielmo Maurizio di Nassau-Siegen, principe tedesco († 1691)
- 1657 - Enrico Casimiro II di Nassau-Dietz, nobile († 1696)
- 1659 - Damaris Cudworth Masham, filosofa inglese († 1708)
- 1669 - Maria Antonia d'Austria († 1692)
- 1670 - Jeanne Baptiste d'Albert de Luynes, nobildonna francese († 1736)
- 1673 - Christopher Butler, arcivescovo cattolico e nobile irlandese († 1757)
- 1674 - Alexis Simon Belle, pittore francese († 1734)
- 1674 - Nicolas-Henri Tardieu, incisore francese († 1749)
- 1676 - John Annesley, IV conte di Anglesey, nobile irlandese († 1710)
- 1685 - Charles René Billuart, teologo francese († 1757)
- 1688 - Lionel Sackville, I duca di Dorset, politico inglese († 1765)
- 1689 - Montesquieu, filosofo, giurista e storico francese († 1755)
- 1696 - Lodovico Calini, cardinale italiano († 1782)
- 1698 - Alexander Drummond, diplomatico e viaggiatore scozzese († 1769)

## XVIII secolo(33)
- 1702 - Sava II Petrović-Njegoš, vescovo ortodosso serbo († 1782)
- 1707 - Giovanni Aloisio I di Oettingen-Spielberg, principe tedesco († 1780)
- 1717 - Fedele Tirrito, religioso, letterato e pittore italiano († 1801)
- 1717 - Jean-François de Surville, esploratore e marinaio francese († 1770)
- 1726 - Enrico di Prussia, principe e generale prussiano († 1802)
- 1731 - William Finch, diplomatico e politico inglese († 1766)
- 1734 - Caspar Friedrich Wolff, fisiologo tedesco († 1794)
- 1735 - Jeremiah Meyer, pittore e miniaturista tedesco († 1789)
- 1736 - Vincenzo Corrado, cuoco, filosofo e letterato italiano († 1836)
- 1743 - Louis Claude de Saint-Martin, filosofo francese († 1803)
- 1745 - Caterino Mazzolà, librettista e poeta italiano († 1806)
- 1747 - Michele Di Pietro, cardinale italiano († 1821)
- 1750 - Johann Gottlob Schneider, filologo classico e naturalista tedesco († 1822)
- 1752 - Francesco Caracciolo, ammiraglio italiano († 1799)
- 1752 - John Nash, urbanista e architetto inglese († 1835)
- 1752 - Fabrizio Selvi, vescovo cattolico italiano († 1843)
- 1761 - Christoph Gottfried Bardili, filosofo tedesco († 1808)
- 1764 - Charles Alain de Rohan, nobile francese († 1836)
- 1765 - François Jean Baptiste Quesnel, generale francese († 1819)
- 1770 - Lucile Duplessis, rivoluzionaria francese († 1794)
- 1770 - Lucia Migliaccio, nobildonna italiana († 1826)
- 1774 - Anna Bunina, poetessa russa († 1829)
- 1774 - James Millingen, numismatico e etruscologo britannico († 1845)
- 1777 - Henry Baring, politico britannico († 1848)
- 1779 - Francesca Forleo-Brayda, pittrice italiana († 1820)
- 1780 - Giuseppe Patania, artista italiano († 1852)
- 1782 - Ferdinando Minucci, arcivescovo cattolico italiano († 1856)
- 1782 - Daniel Webster, politico statunitense († 1852)
- 1784 - Matteo Brandani, fantino italiano († 1840)
- 1785 - Giacinto Mompiani, educatore, patriota e filantropo italiano († 1855)
- 1794 - Prosper Garnot, medico e naturalista francese († 1838)
- 1795 - Anna Pavlovna Romanova, sovrana russa († 1865)
- 1796 - Charles de Brouckère, politico belga († 1860)

## XIX secolo(161)
- 1803 - Francis Grant, pittore e scrittore scozzese († 1878)
- 1808 - Guglielmina Maria di Danimarca, principessa danese († 1891)
- 1811 - Francesco Aggazzotti, avvocato, agronomo e enologo italiano († 1890)
- 1811 - Édouard René de Laboulaye, giurista, politico e scrittore francese († 1883)
- 1813 - Reuben Davis, politico statunitense († 1890)
- 1813 - Theodor Engelbrecht, medico tedesco († 1892)
- 1813 - Joseph Glidden, inventore statunitense († 1906)
- 1815 - James Chestnut, politico e generale statunitense († 1885)
- 1815 - Alphonse Pinard, banchiere francese († 1871)
- 1815 - Konstantin von Tischendorf, teologo e filologo tedesco († 1874)
- 1818 - George Palmer, imprenditore, politico e filantropo inglese († 1897)
- 1818 - Sofía Moscoso de Altamira, nobildonna spagnola († 1869)
- 1819 - Ermogene Gnocchi, patriota italiano († 1901)
- 1822 - Diego Angioletti, generale e politico italiano († 1905)
- 1823 - Victor Ruffy, avvocato e politico svizzero († 1869)
- 1825 - Léon Carvalho, impresario teatrale francese († 1897)
- 1825 - Edward Frankland, chimico inglese († 1899)
- 1829 - Ludvig Lorenz, fisico danese († 1891)
- 1831 - Edward Ferrero, generale e coreografo statunitense († 1899)
- 1834 - Volodymyr Antonovyč, storico ucraino († 1908)
- 1836 - Gottlieb Graf von Haeseler, generale tedesco († 1919)
- 1837 - Marie-Anne Detourbay, letterata francese († 1908)
- 1838 - Giovanni Gargiolli, fotografo italiano († 1913)
- 1840 - Henry Austin Dobson, poeta britannico († 1921)
- 1840 - Ernesto Pochintesta, pittore italiano († 1892)
- 1840 - Alfred Percy Sinnett, saggista, giornalista e teosofo inglese († 1921)
- 1841 - Emmanuel Chabrier, compositore e pianista francese († 1894)
- 1842 - Onorato Caetani, nobile e politico italiano († 1917)
- 1844 - Enea Piccolomini, grecista, filologo classico e bibliotecario italiano († 1910)
- 1847 - Geltrude Comensoli, religiosa italiana († 1903)
- 1847 - József Dobos, cuoco, pasticcere e imprenditore ungherese († 1924)
- 1847 - Vincenzo Riolo, politico italiano († 1927)
- 1848 - Fernand Pelez, pittore francese († 1913)
- 1848 - Ioan Slavici, scrittore rumeno († 1925)
- 1849 - Edmund Barton, politico e magistrato australiano († 1920)
- 1849 - Gustaf Flink, mineralogista svedese († 1931)
- 1850 - Seth Low, educatore e politico statunitense († 1916)
- 1850 - Paolo Valera, giornalista e scrittore italiano († 1926)
- 1851 - Albert Aublet, pittore francese († 1938)
- 1851 - Heinrich Friedjung, storico austriaco († 1920)
- 1852 - Augustin Boué de Lapeyrère, ammiraglio francese († 1924)
- 1852 - William MacKinnon, calciatore scozzese († 1942)
- 1852 - Luigi Rossi, avvocato, politico e filantropo italiano († 1911)
- 1855 - Bamie Roosevelt, filantropa statunitense († 1931)
- 1855 - Alexandre Séon, pittore francese († 1917)
- 1856 - Luigi Bianchi, matematico e politico italiano († 1928)
- 1856 - Daniel Hale Williams, cardiochirurgo statunitense († 1931)
- 1857 - Otto von Below, generale tedesco († 1944)
- 1857 - Franz Georg von Glasenapp, generale tedesco († 1914)
- 1858 - Alfred von Glehn, violoncellista, direttore d'orchestra e docente tedesco († 1927)
- 1861 - Raffaele Cattaneo, architetto e storico dell'architettura italiano († 1889)
- 1861 - Demetrio I Cadi, vescovo cattolico e patriarca cattolico siriano († 1925)
- 1861 - Hans Goldschmidt, chimico tedesco († 1923)
- 1861 - E. W. Kemble, disegnatore statunitense († 1933)
- 1862 - George Blake, allenatore di calcio e calciatore inglese († 1912)
- 1862 - Giuseppe Gabbiani, pittore italiano († 1939)
- 1863 - Oskar Troplowitz, imprenditore e farmacologo tedesco († 1918)
- 1865 - Giorgio Franchetti, collezionista d'arte italiano († 1922)
- 1865 - Curt Joël, giurista e funzionario tedesco († 1945)
- 1865 - Said Halim Pascià, politico ottomano († 1921)
- 1866 - Emich di Leiningen, nobile tedesco († 1939)
- 1867 - Enrico de Leva, compositore e pianista italiano († 1955)
- 1867 - Rubén Darío, poeta, giornalista e diplomatico nicaraguense († 1916)
- 1867 - Olga Nethersole, attrice, direttrice teatrale e regista inglese († 1951)
- 1867 - Stepan Zorian, rivoluzionario armeno († 1919)
- 1868 - Huo Yuanjia, insegnante cinese († 1910)
- 1868 - Suzuki Kantarō, ammiraglio e politico giapponese († 1948)
- 1869 - Giuseppe Maria Roberti, teologo italiano († 1936)
- 1870 - Luigi Abello, giurista italiano († 1947)
- 1870 - Giuseppe Lanza di Scalea, nobile e politico italiano († 1929)
- 1871 - Beniamino di Costantinopoli, arcivescovo ortodosso greco († 1946)
- 1871 - Franz Blei, saggista, drammaturgo e traduttore austriaco († 1942)
- 1872 - Giulio Del Pelo Pardi, agronomo italiano († 1952)
- 1872 - Paul Léautaud, scrittore e critico teatrale francese († 1956)
- 1872 - Emanuele d'Orléans, nobile († 1931)
- 1873 - Heinrich Gomperz, filosofo austriaco († 1942)
- 1874 - Ferdinando De Masellis, generale e aviatore italiano († 1960)
- 1874 - Hans Reissner, fisico e ingegnere aeronautico tedesco († 1967)
- 1874 - Myron Charles Taylor, imprenditore e diplomatico statunitense († 1959)
- 1875 - Antonio Ghisu, pittore italiano († 1951)
- 1876 - Elsa Einstein, tedesca († 1936)
- 1876 - Norman Victor Leaver, calciatore e arbitro di calcio inglese († 1919)
- 1877 - Bruno Bauch, filosofo tedesco († 1942)
- 1877 - Vladimir Rostislavovič Gardin, regista e attore russo († 1965)
- 1877 - Seisetsu Genjo, monaco buddista giapponese († 1945)
- 1877 - Clary McKerrow, giocatore di lacrosse canadese († 1959)
- 1877 - Floris Stempel, dirigente sportivo olandese († 1910)
- 1878 - Thomas Edward Campbell, politico statunitense († 1944)
- 1878 - Agostino Gemelli, francescano, medico e psicologo italiano († 1959)
- 1878 - Ljubomir Marić, generale e politico serbo († 1960)
- 1879 - Romeo Bosetti, attore, regista e sceneggiatore italiano († 1948)
- 1879 - Henri Giraud, generale e politico francese († 1949)
- 1879 - Tane Ikai, supercentenaria giapponese († 1995)
- 1879 - Ben Spradling, pugile statunitense
- 1880 - Paul Ehrenfest, fisico e matematico austriaco († 1933)
- 1880 - Pietro Gaudenzi, pittore italiano († 1955)
- 1880 - Alfredo Ildefonso Schuster, cardinale, arcivescovo cattolico e abate italiano († 1954)
- 1881 - Antonio Aliotta, filosofo italiano († 1964)
- 1881 - Gaston Gallimard, editore francese († 1975)
- 1881 - Albino González y Menéndez Reigada, vescovo cattolico spagnolo († 1958)
- 1882 - Jacob Clay, fisico olandese († 1955)
- 1882 - Lazare Lévy, pianista e compositore francese († 1964)
- 1882 - A. A. Milne, scrittore britannico († 1956)
- 1882 - Anna Siemsen, politica, pacifista e pedagogista tedesca († 1951)
- 1883 - Antonio Azara, magistrato e politico italiano († 1967)
- 1883 - George Oliver, golfista statunitense († 1965)
- 1883 - Edward Peil, attore statunitense († 1958)
- 1883 - Gilberto Porro Lambertenghi, marchese, arbitro di calcio e dirigente sportivo italiano († 1917)
- 1884 - Hermann Boehm, ammiraglio tedesco († 1972)
- 1884 - John Eisele, mezzofondista e siepista statunitense († 1933)
- 1884 - Frederick Ferguson, lottatore statunitense († 1954)
- 1884 - Anton Grot, scenografo polacco († 1974)
- 1885 - Giovanni Germanetto, giornalista, scrittore e sindacalista italiano († 1959)
- 1885 - Manlio Savaré, militare italiano († 1940)
- 1886 - Peter Alma, pittore olandese († 1969)
- 1886 - Aleksandr Osipovič Drankov, fotografo, regista e produttore cinematografico russo († 1949)
- 1886 - Anton Pevsner, scultore francese († 1962)
- 1887 - William Franke Harling, compositore britannico († 1958)
- 1888 - Pierre Six, calciatore francese († 1916)
- 1888 - Rudolf Smolek, calciatore austriaco
- 1888 - Thomas Sopwith, aviatore, progettista e imprenditore britannico († 1989)
- 1888 - Francesco Venturelli, presbitero italiano († 1946)
- 1889 - Carmine Mancinelli, politico italiano († 1979)
- 1890 - Ernst Heinrich Schmauser, militare tedesco († 1945)
- 1891 - Giustino Russolillo, presbitero italiano († 1955)
- 1891 - Domenico Sanfilippo, editore italiano († 1976)
- 1891 - Clare Winger Harris, scrittrice statunitense († 1968)
- 1892 - Henry Boardman Conover, ornitologo statunitense († 1950)
- 1892 - Oliver Hardy, attore e comico statunitense († 1957)
- 1893 - Enio Gnudi, politico, sindacalista e antifascista italiano († 1949)
- 1893 - Jorge Guillén, poeta e scrittore spagnolo († 1984)
- 1893 - Mike McDermott, nuotatore e pallanuotista statunitense († 1970)
- 1893 - Hans Schlemmer, generale tedesco († 1973)
- 1893 - Henryk Śniegocki, insegnante polacco († 1971)
- 1894 - Romain Bellenger, ciclista su strada e dirigente sportivo francese († 1981)
- 1894 - Jan van Breda Kolff, calciatore olandese († 1976)
- 1894 - Juste Brouzes, calciatore francese († 1973)
- 1894 - Renato Donati, militare e aviatore italiano († 1980)
- 1894 - Vitale Giambone, partigiano italiano († 1937)
- 1894 - Armando Meoni, scrittore italiano († 1984)
- 1894 - Lucia Moholy, fotografa e scrittrice cecoslovacca († 1989)
- 1894 - Toots Mondt, wrestler statunitense († 1976)
- 1895 - Johannes Mattfeld, botanico tedesco († 1951)
- 1895 - Giuseppe Raffeiner, politico italiano († 1974)
- 1896 - Domenico Colasanto, politico italiano († 1966)
- 1896 - Ott Christoph Hilgenberg, ingegnere, scienziato e umanista tedesco († 1976)
- 1896 - Bill McGowan, arbitro di baseball statunitense († 1954)
- 1896 - Hella Moja, attrice, produttrice cinematografica e sceneggiatrice tedesca († 1951)
- 1896 - Ville Ritola, mezzofondista e siepista finlandese († 1982)
- 1896 - Hans Sedlmayr, storico dell'arte austriaco († 1984)
- 1897 - Alfio Di Grazia, politico italiano († 1971)
- 1898 - Carles Buïgas, architetto e ingegnere spagnolo († 1979)
- 1899 - Jan Bontjes van Beek, ceramista e scultore olandese († 1969)
- 1899 - Costante Coter, scultore e pittore italiano († 1972)
- 1899 - Gábor Obitz, calciatore e allenatore di calcio ungherese († 1953)
- 1899 - Semёn Alekseevič Timošenko, regista cinematografico russo († 1958)
- 1899 - Maria Melita di Hohenlohe-Langenburg, principessa tedesca († 1967)
- 1900 - George Calnan, schermidore statunitense († 1933)
- 1900 - Costanzo Casana, militare e marinaio italiano († 1942)
- 1900 - Wendelin Joseph Nold, vescovo statunitense († 1981)
- 1900 - Wan Guchan, regista cinese († 1995)

## XX secolo(933)
- 1901 - Marian Constance Blackton, sceneggiatrice e attrice statunitense († 1993)
- 1901 - Francesco Blando, calciatore italiano († 1946)
- 1901 - Bartolomeo Poggi, calciatore italiano
- 1901 - Andrea Poli, calciatore italiano († 1987)
- 1901 - Orfeo Radaelli, calciatore italiano
- 1901 - Vincenzo Russo, politico e avvocato italiano († 1976)
- 1902 - Émile Aillaud, architetto francese († 1988)
- 1902 - Alida Johanna van den Bos, ginnasta olandese († 2003)
- 1902 - Madeleine Charnaux, scultrice e aviatrice francese († 1943)
- 1902 - Antonio Montefusco, pittore italiano († 1990)
- 1902 - Otto Umbehr, fotografo e fotoreporter tedesco († 1980)
- 1903 - Werner Hinz, attore e doppiatore tedesco († 1985)
- 1903 - Guido Mazza, calciatore italiano († 1977)
- 1903 - Kathleen Shaw, pattinatrice artistica su ghiaccio britannica († 1983)
- 1903 - Bortolo Simonato, allenatore di calcio italiano
- 1903 - Ákos Tolnay, sceneggiatore e attore ungherese († 1981)
- 1903 - Pavol Šoral, calciatore cecoslovacco († 1977)
- 1904 - Boris Andreevič Babočkin, regista cinematografico sovietico († 1975)
- 1904 - Cary Grant, attore britannico († 1986)
- 1904 - John Axel Nannfeldt, micologo e botanico svedese († 1985)
- 1905 - Enrique Ballestrero, calciatore uruguaiano († 1969)
- 1905 - Joseph Bonanno, mafioso italiano († 2002)
- 1905 - Chick Chandler, attore statunitense († 1988)
- 1905 - Francesco De Zanna, bobbista e hockeista su ghiaccio italiano († 1989)
- 1905 - Erik Larsson, hockeista su ghiaccio svedese († 1970)
- 1906 - Hans Aeschbacher, pittore e scultore svizzero († 1980)
- 1906 - Nils Axelsson, calciatore svedese († 1989)
- 1906 - Paul Bernier, arcivescovo cattolico canadese († 1964)
- 1906 - Giannina Marchini, mezzofondista e velocista italiana († 1976)
- 1906 - Carmelo Ottaviano, filosofo italiano († 1980)
- 1906 - Giulio Prunai, archivista italiano († 2002)
- 1906 - Dick Southwood, canottiere britannico († 1986)
- 1907 - Lina Haag, attivista tedesca († 2012)
- 1907 - Dionýz Ilkovič, fisico e chimico slovacco († 1980)
- 1907 - Reino Kuuskoski, politico finlandese († 1965)
- 1907 - Erica Lillegg, scrittrice austriaca († 1988)
- 1907 - Raffaele Merloni, politico e avvocato italiano († 1967)
- 1907 - Géza Szigritz, nuotatore ungherese († 1949)
- 1907 - Ciccio Vitaliti, batterista italiano († 1990)
- 1908 - Lilian Bond, attrice britannica († 1991)
- 1908 - Jacob Bronowski, matematico, biologo e scrittore polacco († 1974)
- 1908 - Marie-Louise Aucher, musicista e cantante francese († 1994)
- 1908 - Raffaele Giraud, calciatore e allenatore di calcio italiano
- 1908 - Martin Goodman, editore statunitense († 1992)
- 1908 - Guy de Larigaudie, scrittore francese († 1940)
- 1908 - Carlo Reguzzoni, allenatore di calcio e calciatore italiano († 1996)
- 1908 - Sibilla di Sassonia-Coburgo-Gotha, principessa tedesca († 1972)
- 1908 - Lambert Schaus, politico e diplomatico lussemburghese († 1976)
- 1909 - Francesco Bettoni, calciatore e allenatore di calcio italiano
- 1909 - Oskar Davičo, scrittore jugoslavo († 1989)
- 1909 - Ryōsuke Nunoi, tennista giapponese († 1945)
- 1909 - Alexandru Schwartz, calciatore rumeno († 1994)
- 1910 - Kenneth Boulding, economista, pacifista e poeta inglese († 1993)
- 1910 - Giovanni Carli, partigiano italiano († 1945)
- 1910 - Karl-Richard Idlane, calciatore estone († 1942)
- 1910 - Jānis Lidmanis, cestista e calciatore lettone († 1986)
- 1910 - Frans Alfred Meeng, calciatore indonesiano († 1944)
- 1911 - José María Arguedas, scrittore e antropologo peruviano († 1969)
- 1911 - Duilio Carotti, pittore italiano († 1957)
- 1911 - Charles Delaunay, critico musicale e produttore discografico francese († 1988)
- 1911 - Giovanni Salghetti Drioli, architetto e urbanista italiano († 1988)
- 1912 - Alberto Araldi, carabiniere e partigiano italiano († 1945)
- 1912 - Daniel T. McCarty, politico statunitense († 1953)
- 1912 - David Rousset, scrittore e saggista francese († 1997)
- 1913 - Juan Besuzzo, calciatore uruguaiano († 1980)
- 1913 - Giuseppe Brengaret Pujol, religioso spagnolo († 1936)
- 1913 - Manfred Czernin, aviatore e militare britannico († 1962)
- 1913 - Michele De Capua, politico italiano († 1974)
- 1913 - Danny Kaye, attore, cantante e ballerino statunitense († 1987)
- 1913 - Heinz Schürmann, presbitero e teologo tedesco († 1999)
- 1913 - Anatoly Shapiro, militare sovietico († 2005)
- 1913 - Jewell Young, cestista statunitense († 2003)
- 1914 - Bruno Bagnoli, ceramista e scultore italiano († 1975)
- 1914 - Ego Bianchi, pittore e ceramista italiano († 1957)
- 1914 - Carmelo Dinaro, politico italiano († 2011)
- 1914 - Giovanni Lombardi, politico italiano († 2008)
- 1914 - Arno Schmidt, scrittore e traduttore tedesco († 1979)
- 1914 - Corrado Tamietti, calciatore e allenatore di calcio italiano († 2005)
- 1915 - Santiago Carrillo, politico e scrittore spagnolo († 2012)
- 1915 - Catherine Craig, attrice statunitense († 2004)
- 1915 - Albano Nucciotti, fantino italiano († 1979)
- 1915 - Gaspare Papa, politico italiano († 1994)
- 1915 - Vasilīs Tsitsanīs, musicista e cantautore greco († 1984)
- 1916 - Silviu Brucan, politico e diplomatico rumeno († 2006)
- 1916 - Wilhelm Góra, calciatore polacco († 1975)
- 1916 - Serge Raynaud de la Ferriere, esoterista e filosofo francese († 1962)
- 1916 - Giorgio Savoja, aviatore e ufficiale italiano († 1943)
- 1916 - Marie Susini, scrittrice francese († 1993)
- 1916 - Homer Thompson, cestista statunitense († 2007)
- 1917 - Nicola Galdo, avvocato e politico italiano († 1967)
- 1917 - Ratko Kacijan, calciatore jugoslavo († 1949)
- 1917 - Emilio Marchi, militare e aviatore italiano († 1944)
- 1917 - Giorgio Michelini, calciatore italiano († 2012)
- 1917 - Sergio Rampini, calciatore e allenatore di calcio italiano († 1997)
- 1917 - Francisco Resiglione, pugile argentino († 1999)
- 1918 - Adelio Albarello, politico italiano († 1985)
- 1918 - Frederick C. Bock, aviatore statunitense († 2000)
- 1918 - Eero Kinnunen, militare e aviatore finlandese († 1943)
- 1918 - Jim Kremer, calciatore lussemburghese († 2000)
- 1918 - Walter Sullivan, giornalista e saggista statunitense († 1996)
- 1918 - Mutsuhiro Watanabe, militare giapponese († 2003)
- 1919 - Michael Pössinger, bobbista tedesco († 2003)
- 1919 - Toni Turek, calciatore tedesco († 1984)
- 1920 - Antonio Cambriglia, militare italiano († 1944)
- 1920 - Paul Dickson, regista e sceneggiatore britannico († 2011)
- 1920 - Daniele Ferrari, vescovo cattolico italiano († 2006)
- 1920 - Enzo Ferretti, cestista italiano († 2010)
- 1920 - Mario Ghibaudo, presbitero italiano († 1943)
- 1920 - Corrado Romano, violinista italiano († 2003)
- 1921 - Osvaldo Abbondanza, ingegnere e partigiano italiano († 2006)
- 1921 - Domenico De Robertis, critico letterario e filologo italiano († 2011)
- 1921 - Jackie Goldsmith, cestista statunitense († 1968)
- 1921 - Cesare Matteini, politico italiano († 2013)
- 1921 - Yōichirō Nambu, fisico giapponese († 2015)
- 1921 - Belding Hibbard Scribner, medico statunitense († 2003)
- 1921 - Antonio Téllez Sola, giornalista, storico e anarchico spagnolo († 2005)
- 1921 - Libero Tresoldi, vescovo cattolico italiano († 2009)
- 1922 - Matteo Agosta, politico italiano († 1964)
- 1922 - Mario Bardelli, politico e sindacalista italiano († 1992)
- 1922 - Grazia Di Marzà, attrice italiana († 1993)
- 1922 - Manuel Martín, cestista spagnolo († 2003)
- 1923 - Bruno Battaglia, biologo italiano († 2011)
- 1923 - René Maillard, calciatore svizzero († 2005)
- 1923 - Umberto Ricci, partigiano italiano († 1944)
- 1923 - Carlos Septién, calciatore messicano († 1978)
- 1923 - Gyula Szilágyi, calciatore ungherese († 2001)
- 1923 - Gerrit Voorting, ciclista su strada e pistard olandese († 2015)
- 1924 - Sandro Bolchi, regista italiano († 2005)
- 1924 - Ercole Contu, archeologo italiano († 2018)
- 1924 - Sebastiano Fresta, storico e politico italiano († 2012)
- 1924 - Nina Maksimova, cestista e allenatrice di pallacanestro sovietica († 2006)
- 1924 - Walter Malgoni, compositore e paroliere italiano († 2008)
- 1924 - Antonio Sessa, calciatore italiano († 2017)
- 1925 - Amaele Abbiati, politico italiano († 2016)
- 1925 - Epaminonda Ceccarelli, ingegnere e progettista italiano († 2011)
- 1925 - Ivone Chinello, partigiano, politico e storico italiano († 2008)
- 1925 - Gilles Deleuze, filosofo francese († 1995)
- 1925 - Andreas Hillgruber, storico tedesco († 1989)
- 1925 - Roepie Kruize, hockeista su prato olandese († 1992)
- 1925 - Don McKay, attore, cantante e ballerino statunitense († 2018)
- 1925 - Josef Rampold, giornalista, scrittore e alpinista italiano († 2007)
- 1925 - Vjačeslav Solov'ёv, allenatore di calcio e calciatore sovietico († 1996)
- 1925 - John Stanich, cestista statunitense († 2020)
- 1925 - Franco Tamponi, violinista e direttore d'orchestra italiano († 2010)
- 1925 - Raimondo Taucar, calciatore italiano
- 1925 - Sol Yurick, scrittore statunitense († 2013)
- 1926 - Luigi Aliquò, avvocato, politico e giornalista italiano († 1995)
- 1926 - Autran Dourado, scrittore brasiliano († 2012)
- 1926 - Guido Ferracin, pugile italiano († 1973)
- 1926 - Fabio Ferrari, fisico italiano († 2007)
- 1926 - Carmelo Latino, politico italiano
- 1926 - Mario Lucerna, artista e ceramista italiano († 2007)
- 1926 - Ivan Mrázek, cestista e allenatore di pallacanestro cecoslovacco († 2019)
- 1926 - Italia Vaniglio, cantante italiana († 2012)
- 1927 - Rudolph Binion, storico statunitense († 2011)
- 1927 - Nella Colombo, cantante e attrice italiana († 1999)
- 1927 - Giuseppe Giliberto, politico italiano († 1989)
- 1927 - Werner Liebrich, allenatore di calcio e calciatore tedesco († 1995)
- 1927 - Louis Secco, hockeista su ghiaccio canadese († 2008)
- 1928 - Mario Canciani, presbitero, biblista e scrittore italiano († 2007)
- 1928 - Giovanni Giacomazzi, calciatore italiano († 1995)
- 1928 - Aleksandr Gomel'skij, cestista e allenatore di pallacanestro sovietico († 2005)
- 1928 - Franco Jurlano, dirigente sportivo italiano († 2007)
- 1928 - Attila Keresztes, schermidore ungherese († 2002)
- 1928 - Tobin Rote, giocatore di football americano statunitense († 2000)
- 1929 - Maria Luisa Baldoni, politica italiana († 2012)
- 1929 - Epifanio Cataldo Giudiceandrea, politico italiano
- 1929 - Pierick Houdy, compositore, organista e pianista francese († 2021)
- 1929 - Belinda Wright, ballerina inglese († 2007)
- 1930 - Shôgorô Nishimura, regista giapponese († 2017)
- 1930 - Maria de Lourdes Pintasilgo, politica portoghese († 2004)
- 1930 - Roberto Sanesi, critico d'arte, critico letterario e poeta italiano († 2001)
- 1931 - Chun Doo-hwan, politico e generale sudcoreano († 2021)
- 1931 - Marco Leto, regista, sceneggiatore e direttore del doppiaggio italiano († 2016)
- 1931 - Virgilio Melchiorre, filosofo italiano
- 1932 - Joan Carroll, attrice statunitense († 2016)
- 1932 - Carlos António Gomes, calciatore portoghese († 2005)
- 1932 - Robert Shea, saggista, scrittore e giornalista statunitense († 1994)
- 1932 - Robert Anton Wilson, scrittore e saggista statunitense († 2007)
- 1933 - Roger Balian, fisico francese
- 1933 - África Battaglia, cestista paraguaiana († 1999)
- 1933 - John Boorman, regista, sceneggiatore e produttore cinematografico britannico
- 1933 - Alberto Comin, ex rugbista a 15 italiano
- 1933 - Ray Dolby, inventore, ingegnere e fisico statunitense († 2013)
- 1933 - Maurice Fournier, altista francese († 2024)
- 1933 - Lev Petrovič Pitaevskij, fisico russo († 2022)
- 1933 - Lyla Rocco, attrice italiana († 2015)
- 1933 - Jean Vuarnet, sciatore alpino e allenatore di sci alpino francese († 2017)
- 1934 - Raymond Briggs, illustratore, fumettista e scrittore britannico († 2022)
- 1934 - Henk Chin A Sen, politico surinamese († 1999)
- 1934 - Jacques Monnet, regista, attore e sceneggiatore francese
- 1934 - Ihor Platonov, scacchista ucraino († 1994)
- 1935 - Pjeter Arbnori, politico, scrittore e attivista albanese († 2006)
- 1935 - Gaetano Colucci, politico italiano († 2008)
- 1936 - Hugh Anderson, pilota motociclistico neozelandese
- 1936 - Timothy Barlow, attore britannico († 2023)
- 1936 - Larry Carberry, calciatore inglese († 2015)
- 1936 - Giuseppe Di Maria, criminale italiano († 2018)
- 1936 - Shlomo Eliahu, imprenditore e politico israeliano
- 1936 - Dieter Krause, canoista tedesco († 2020)
- 1936 - Christiane Martel, modella francese
- 1936 - Cirio H. Santiago, regista, produttore cinematografico e sceneggiatore filippino († 2008)
- 1936 - Fausto Vicarelli, economista italiano († 1986)
- 1937 - Yukio Endō, ginnasta giapponese († 2009)
- 1937 - John Hume, politico britannico († 2020)
- 1937 - Dieter Lindner, marciatore tedesco († 2021)
- 1937 - Luzius Wildhaber, magistrato svizzero († 2020)
- 1938 - Hassiba Ben Bouali, rivoluzionaria algerina († 1957)
- 1938 - Tommaso Dragotto, imprenditore italiano
- 1938 - Filippo Fiandrotti, politico italiano († 2016)
- 1938 - Anthony Giddens, sociologo e politologo britannico
- 1938 - Paul G. Kirk, avvocato e politico statunitense
- 1938 - Anatolij Kolesov, lottatore sovietico († 2012)
- 1938 - Guido Martinotti, sociologo italiano († 2012)
- 1938 - Pietro Paolo Menzietti, politico italiano († 2016)
- 1938 - Werner Olk, ex calciatore e allenatore di calcio tedesco
- 1939 - Giovanni Buttafava, critico cinematografico, saggista e traduttore italiano († 1990)
- 1939 - Nicoletta Rizzi, attrice italiana († 2010)
- 1939 - Manuel Rodríguez Araneda, allenatore di calcio e calciatore cileno († 2018)
- 1939 - Tsuyoshi Yamanaka, nuotatore giapponese († 2017)
- 1940 - Aleksandr Al'metov, hockeista su ghiaccio sovietico († 1992)
- 1940 - José María Argoitia, ex calciatore spagnolo
- 1940 - Claudio Guglielmoni, ex calciatore italiano
- 1940 - Susan Moody, scrittrice britannica
- 1940 - Pietro Kuciukian, medico, saggista e pubblicista italiano
- 1940 - Pedro Rodríguez de la Vega, pilota automobilistico messicano († 1971)
- 1940 - Iva Zanicchi, cantante, conduttrice televisiva e attrice italiana
- 1941 - Bobby Goldsboro, cantautore statunitense
- 1941 - David Ruffin, cantante e musicista statunitense († 1991)
- 1941 - David Stollery, attore e designer statunitense
- 1942 - Eric Barber, allenatore di calcio e calciatore irlandese († 2014)
- 1942 - Pasquale Barra, mafioso italiano († 2015)
- 1942 - Antônio Lima dos Santos, calciatore brasiliano († 2025)
- 1942 - Johnny Servoz-Gavin, pilota automobilistico francese († 2006)
- 1942 - Stephen Kalinich, paroliere, poeta e pittore statunitense
- 1942 - Klaus Wiese, polistrumentista tedesco († 2009)
- 1943 - Paul Angelis, attore e doppiatore britannico († 2009)
- 1943 - Ovidio G. Assonitis, produttore cinematografico, regista e sceneggiatore greco
- 1943 - Piero Bartoloni, archeologo italiano
- 1943 - Vladimir Fedotov, allenatore di calcio e calciatore sovietico († 2009)
- 1943 - Al Foster, batterista statunitense († 2025)
- 1943 - Paul Freeman, attore britannico
- 1943 - Sergio Genovesi, politico italiano
- 1943 - Kay Granger, politica statunitense
- 1943 - Dave Greenslade, tastierista e organista britannico
- 1943 - Fernando Peres, calciatore portoghese († 2019)
- 1944 - Ubiratan Pereira Maciel, cestista brasiliano († 2002)
- 1944 - Tom Farrell, ex mezzofondista statunitense
- 1944 - Paul Keating, politico australiano
- 1944 - Marjanne Kweksilber, soprano olandese († 2008)
- 1944 - William Francis Malooly, vescovo cattolico statunitense
- 1944 - Al Perkins, chitarrista statunitense
- 1944 - Thorodd Presberg, ex arbitro di calcio e ex calciatore norvegese
- 1944 - Brigitte Roesen, ex lunghista tedesca
- 1944 - Larry Smith, musicista inglese
- 1944 - Alexander Van der Bellen, politico e economista austriaco
- 1944 - Jerry Lee Wells, cestista statunitense († 2014)
- 1945 - Isabel Allende Bussi, politica cilena
- 1945 - Anthony Blackburn, ammiraglio inglese
- 1945 - Giuseppe Brandolini, paroliere e compositore italiano († 2014)
- 1945 - Candinho, allenatore di calcio brasiliano
- 1945 - Hans Hiltebrand, ex bobbista svizzero
- 1945 - Edir Macedo, predicatore, imprenditore e dirigente d'azienda brasiliano
- 1945 - François Morin, economista e saggista francese
- 1945 - José Luis Perales, cantante spagnolo
- 1945 - Bjørn Rime, allenatore di calcio e ex calciatore norvegese
- 1945 - Gary Suiter, cestista statunitense († 1982)
- 1945 - Steven Truscott, canadese
- 1946 - Perro Aguayo, wrestler messicano († 2019)
- 1946 - Anna B. Sheppard, costumista polacca
- 1946 - Joseph Deiss, economista e politico svizzero
- 1946 - Edward Janssens, ex ciclista su strada francese
- 1946 - Nicky Jennings, calciatore inglese († 2016)
- 1946 - Adolfo Nef, ex calciatore cileno
- 1946 - Katia Ricciarelli, soprano e attrice italiana
- 1946 - Henrique Rosa, politico guineense († 2013)
- 1946 - Jevhen Ščerban', imprenditore e politico ucraino († 1996)
- 1947 - Pier Marco Bertinetto, linguista italiano
- 1947 - Takeshi Kitano, attore, regista e sceneggiatore giapponese
- 1947 - Grazia Labate, politica italiana
- 1947 - Jacques Rouvier, pianista francese
- 1947 - Winnie Shaw, tennista britannica († 1992)
- 1948 - M. C. Gainey, attore statunitense
- 1948 - Valerij Jardy, ciclista su strada e dirigente sportivo sovietico († 1994)
- 1948 - Marco Tronchetti Provera, imprenditore e dirigente d'azienda italiano
- 1949 - Paul Donoghue, vescovo cattolico e missionario neozelandese
- 1949 - Libero Mancone, mafioso italiano († 1991)
- 1949 - Philippe Starck, architetto e designer francese
- 1949 - Gratien Tonna, ex pugile francese
- 1950 - Giovanni Arena, politico italiano
- 1950 - Gianfranco Brancatelli, ex pilota automobilistico italiano
- 1950 - Rocco Caligiuri, rugbista a 15 italiano († 2013)
- 1950 - Gerardo Carmine Gargiulo, cantante e compositore italiano
- 1950 - Dino Meneghin, ex cestista e dirigente sportivo italiano
- 1950 - Walter Riccomi, ex ciclista su strada italiano
- 1950 - Bud Stallworth, ex cestista statunitense
- 1950 - Pat Sullivan, giocatore di football americano statunitense († 2019)
- 1950 - Michael Tomasello, psicologo statunitense
- 1950 - Lida Viganoni, geografa italiana
- 1950 - Gilles Villeneuve, pilota automobilistico canadese († 1982)
- 1951 - Elijah Cummings, politico e avvocato statunitense († 2019)
- 1951 - Steve Grossman, sassofonista statunitense († 2020)
- 1951 - Bob Latchford, ex calciatore inglese
- 1951 - Sally Morgan, scrittrice e illustratrice australiana
- 1951 - Anne-Marie Patan, ex cestista francese
- 1951 - Kathy Shields, ex cestista e allenatrice di pallacanestro canadese
- 1951 - Sonja Simova, ex cestista bulgara
- 1951 - Heikki Taponen, ex cestista finlandese
- 1951 - Renato Zaccarelli, ex calciatore, allenatore di calcio e dirigente sportivo italiano
- 1952 - Johanna-Leontina Aspeslagh, ex cestista belga
- 1952 - Michael Behe, biochimico statunitense
- 1952 - Terri Hoyos, attrice statunitense
- 1952 - R. Stevie Moore, compositore, polistrumentista e cantautore statunitense
- 1952 - Wim Rijsbergen, allenatore di calcio e ex calciatore olandese
- 1952 - Daniel Solsona, allenatore di calcio e ex calciatore spagnolo
- 1952 - Derek Spence, ex calciatore nordirlandese
- 1953 - Dag Malmberg, attore svedese
- 1953 - Daniele Marantelli, politico italiano
- 1953 - Conchita Puig, ex sciatrice alpina spagnola
- 1954 - Aleksandr Anpilogov, ex pallamanista georgiano
- 1954 - Jeff Derreck Clarke, ex calciatore inglese
- 1954 - Ted DiBiase, ex wrestler statunitense
- 1954 - Stan Klos, imprenditore, ex cestista e politico statunitense
- 1954 - Antonio Olmo, allenatore di calcio e ex calciatore spagnolo
- 1954 - Ciro Pezzella, calciatore italiano († 1983)
- 1954 - Rocco Pignataro, politico italiano
- 1954 - Kiki Smith, artista statunitense
- 1954 - Richard V. Spencer, politico e militare statunitense
- 1954 - Bernard Vallet, ex ciclista su strada, pistard e dirigente sportivo francese
- 1955 - Kevin Costner, attore, regista e produttore cinematografico statunitense
- 1955 - Mable Fergerson, ex velocista statunitense
- 1955 - Frankie Knuckles, disc jockey e produttore discografico statunitense († 2014)
- 1955 - Marilyn Mazur, percussionista, batterista e compositrice statunitense
- 1955 - Mike Michaud, politico statunitense
- 1955 - Tibor Nyilasi, allenatore di calcio e ex calciatore ungherese
- 1955 - Fernando Trueba, regista e sceneggiatore spagnolo
- 1955 - Jesús Sanz Montes, arcivescovo cattolico spagnolo
- 1956 - Luca Boschi, fumettista, giornalista e blogger italiano († 2022)
- 1956 - Mark Collie, cantante, chitarrista e attore statunitense
- 1956 - Elli Medeiros, cantante e attrice uruguaiana
- 1956 - Sharon Mitchell, ex attrice pornografica statunitense
- 1956 - Dario Pegoretti, artigiano italiano († 2018)
- 1956 - Christoph Prégardien, tenore tedesco
- 1956 - Jack Sherman, chitarrista statunitense († 2020)
- 1957 - Marco Bonamico, cestista italiano († 2025)
- 1957 - Elmar Borrmann, ex schermidore tedesco
- 1957 - Arnoldo Iguarán, ex calciatore colombiano
- 1957 - Rajko Janjanin, ex calciatore serbo
- 1957 - Alfonso Mascitelli, politico italiano († 2025)
- 1957 - Celestino Midali, ex biatleta italiano
- 1957 - Idris al-Senussi, libico
- 1957 - Teodor Černý, ex pistard ceco
- 1958 - Cornelio Donati, allenatore di calcio e ex calciatore italiano
- 1958 - John Ferguson, giocatore di curling canadese
- 1958 - Rafael García Cortés, ex calciatore spagnolo
- 1958 - Bernard Genghini, allenatore di calcio e ex calciatore francese
- 1958 - Simon Peyton Jones, informatico britannico
- 1958 - Danilo Pileggi, allenatore di calcio e ex calciatore italiano
- 1958 - Silvia Ruotolo, italiana († 1997)
- 1958 - Larry Smith, ex cestista e allenatore di pallacanestro statunitense
- 1958 - Peter Weir, allenatore di calcio e ex calciatore scozzese
- 1958 - Jeffrey Williams, astronauta statunitense
- 1959 - Acharya Dev Vrat, politico indiano
- 1959 - Stéphane Ganeff, schermidore belga
- 1959 - Bruno Gattai, avvocato, ex sciatore alpino e telecronista sportivo italiano
- 1959 - Brigitte Glur, ex sciatrice alpina svizzera
- 1959 - Dagmar Lurz, ex pattinatrice artistica su ghiaccio tedesca
- 1959 - Park Young-soo, ex calciatore sudcoreano
- 1959 - Rosario Picone, allenatore di calcio e ex calciatore italiano
- 1959 - Antonio Socci, giornalista, saggista e conduttore televisivo italiano
- 1960 - Mertxe Aizpurua, politica e giornalista spagnola
- 1960 - Gian Paolo Montali, allenatore di pallavolo e dirigente sportivo italiano
- 1960 - Andrea Pazzagli, calciatore e allenatore di calcio italiano († 2011)
- 1960 - Mark Rylance, attore, drammaturgo e direttore artistico britannico
- 1960 - Anatolij Starostin, ex pentatleta sovietico
- 1960 - Ismail Sabri Yaakob, politico malese
- 1961 - Peter Beardsley, ex calciatore e allenatore di calcio britannico
- 1961 - Bob Hansen, ex cestista statunitense
- 1961 - Mark Messier, dirigente sportivo e ex hockeista su ghiaccio canadese
- 1961 - Jean Pierre Mustier, imprenditore, banchiere e dirigente d'azienda francese
- 1961 - Bridget O'Connor, sceneggiatrice e drammaturga britannica († 2010)
- 1961 - Bob Peterson, animatore, sceneggiatore e regista statunitense
- 1961 - Michail Pavlovič Šiškin, scrittore russo
- 1961 - Rune Säfvenberg, ex sciatore alpino svedese
- 1961 - Veselin Vujović, ex pallamanista e allenatore di pallamano montenegrino
- 1961 - Jeff Yagher, attore statunitense
- 1962 - Alison Arngrim, attrice statunitense
- 1962 - Mauro Boccafresca, ex calciatore italiano
- 1962 - Pipin Ferreras, apneista cubano
- 1962 - Eduardo José Gomes Camessele Mendes, calciatore, allenatore di calcio e dirigente sportivo portoghese († 2020)
- 1962 - Tamara Gverdts'iteli, cantante georgiana
- 1962 - Cozell McQueen, ex cestista statunitense
- 1962 - Bálint Miskovicz, ex calciatore ungherese
- 1962 - David O'Connor, cavaliere statunitense
- 1962 - Roberto Pedicini, doppiatore, attore e conduttore radiofonico italiano
- 1963 - Phillip Boa, cantante, chitarrista e musicista tedesco
- 1963 - Flavio Carera, ex cestista italiano
- 1963 - Emmanuel Chukwudi Eze, filosofo nigeriano († 2007)
- 1963 - Ian Crook, allenatore di calcio e ex calciatore inglese
- 1963 - Jim Davidson, attore statunitense
- 1963 - Saidur Rahman Dawn, ex velocista bangladese
- 1963 - Cecilia Gayle, cantante costaricana
- 1963 - Jojo Mayer, batterista svizzero
- 1963 - Janice McGeachin, politica statunitense
- 1963 - Martin O'Malley, politico e avvocato statunitense
- 1963 - Vera Pauw, allenatrice di calcio e ex calciatrice olandese
- 1963 - Wojciech Smarzowski, regista e sceneggiatore polacco
- 1963 - Peter Stamm, scrittore e giornalista svizzero
- 1963 - Sasha Swire, scrittrice britannica
- 1963 - Jurij Zacharevič, ex sollevatore sovietico
- 1964 - Carmen Aristegui, giornalista, conduttrice televisiva e conduttrice radiofonica messicana
- 1964 - Gustavo Bebianno, politico e avvocato brasiliano († 2020)
- 1964 - Donato Bendicenti, giornalista italiano
- 1964 - Jane Horrocks, attrice e doppiatrice britannica
- 1964 - Andrea Leand, ex tennista statunitense
- 1964 - Doug Lewis, ex sciatore alpino statunitense
- 1964 - Enrico Lo Verso, attore italiano
- 1964 - Michael Roberds, attore canadese († 2016)
- 1964 - Massimo Viglione, scrittore italiano
- 1964 - Lázaro Vargas Alverez, giocatore di baseball cubano
- 1965 - Lasse Arnesen, ex sciatore alpino norvegese
- 1965 - Dave Attell, attore e comico statunitense
- 1965 - Paudge Behan, attore irlandese
- 1965 - Charles Berglund, ex hockeista su ghiaccio svedese
- 1965 - Tairrie B, cantante, cantautrice e rapper statunitense
- 1965 - Noureddine Bounaâs, ex calciatore algerino
- 1965 - Michael Goldenberg, drammaturgo, sceneggiatore e regista statunitense
- 1965 - Karin Kneissl, politica austriaca
- 1965 - John Talen, ex ciclista su strada olandese
- 1966 - Salvatore Adelfio, mafioso italiano
- 1966 - Eva Antalecová, ex cestista cecoslovacca
- 1966 - Aleksandr Valer'evič Chalifman, scacchista russo
- 1966 - Mark Cooksey, compositore inglese
- 1966 - José Antonio Kast, politico cileno
- 1966 - Egil Kristiansen, ex fondista norvegese
- 1966 - Luca Landonio, ex calciatore italiano
- 1966 - Fabián Mazzei, attore argentino
- 1967 - Timothy Balme, attore e sceneggiatore neozelandese
- 1967 - Davide Celli, disegnatore, attore e politico italiano
- 1967 - Juan Carlos Chávez, allenatore di calcio e ex calciatore messicano
- 1967 - Martino De Cesare, musicista italiano
- 1967 - Massimo Donati, ex ciclista su strada italiano
- 1967 - Francesco Frattini, manager e ex ciclista su strada italiano
- 1967 - Pieter Huistra, allenatore di calcio e calciatore olandese
- 1967 - Kim Perrot, cestista statunitense († 1999)
- 1967 - Iván Zamorano, procuratore sportivo e ex calciatore cileno
- 1968 - David Ayer, sceneggiatore, regista e produttore cinematografico statunitense
- 1968 - Gérard Balanche, ex saltatore con gli sci svizzero
- 1968 - Frank Quitely, fumettista scozzese
- 1968 - Armin Falk, economista tedesco
- 1968 - Dragana Mirković, cantante serba
- 1968 - Roberto Periccioli, militare italiano
- 1968 - Siniša Školneković, allenatore di pallanuoto e pallanuotista croato
- 1968 - Antonio de la Torre, attore spagnolo
- 1969 - Dave Bautista, attore e ex wrestler statunitense
- 1969 - Giancarlo Cavaliere, allenatore di calcio e ex calciatore italiano
- 1969 - Huang Ya-chen, ex cestista taiwanese
- 1969 - Jesse L. Martin, attore teatrale, cantante e attore televisivo statunitense
- 1969 - Raphaëlle Monod, ex sciatrice freestyle francese
- 1969 - Jim O'Rourke, musicista e produttore discografico statunitense
- 1969 - Ever Palacios, ex calciatore colombiano
- 1969 - Davide Paniate, attore e comico italiano
- 1970 - DJ Quik, rapper, beatmaker e produttore discografico statunitense
- 1970 - Heitor Dhalia, regista e sceneggiatore brasiliano
- 1970 - Jurijs Karašausks, ex calciatore e ex giocatore di calcio a 5 lettone
- 1970 - Oleksandr Kosenko, allenatore di calcio a 5 e ex giocatore di calcio a 5 ucraino
- 1970 - Keisha Lance Bottoms, politica statunitense
- 1970 - Peter Van Petegem, ex ciclista su strada belga
- 1970 - Esteban de Palma, ex pallavolista argentino
- 1971 - Adriana Aparecida dos Santos, ex cestista brasiliana
- 1971 - Baatarsürėn Šüüdėrcėcėg, giornalista, scrittrice e regista mongola
- 1971 - Otto Bathurst, regista e produttore televisivo britannico
- 1971 - Arnaud Binard, attore francese
- 1971 - Jonathan Davis, cantante e produttore discografico statunitense
- 1971 - Christian Fittipaldi, ex pilota automobilistico brasiliano
- 1971 - Pep Guardiola, allenatore di calcio e ex calciatore spagnolo
- 1971 - Bård Mjølne, ex biatleta norvegese
- 1971 - Jeff Monson, artista marziale misto statunitense
- 1971 - Debbie Mucarsel-Powell, politica statunitense
- 1971 - Valerij Stoljarov, ex combinatista nordico russo
- 1971 - Binyavanga Wainaina, scrittore e giornalista keniota († 2019)
- 1971 - Paolo Zanotti, scrittore e saggista italiano († 2012)
- 1972 - Fatma Ceren Necipoğlu, arpista turca († 2009)
- 1972 - Lariza Díaz, ex cestista dominicana
- 1972 - Alisa Michajlovna Galljamova, scacchista russa
- 1972 - Jaime Hernández, ex ciclista su strada spagnolo
- 1972 - Sebastian Machowski, allenatore di pallacanestro e ex cestista tedesco
- 1972 - Kjersti Plätzer, ex marciatrice norvegese
- 1972 - Sarah Varetto, giornalista e dirigente d'azienda italiana
- 1972 - Mika Walldén, ex calciatore finlandese
- 1973 - Luca Belfiore, ex nuotatore italiano
- 1973 - Junior Burrough, ex cestista statunitense
- 1973 - Domenico Celi, ex arbitro di calcio italiano
- 1973 - Diego Dabove, allenatore di calcio e ex calciatore argentino
- 1973 - Salvatore Fresi, ex calciatore italiano
- 1973 - Manuela Gagliardi, politica italiana
- 1973 - Carmela Grippa, politica italiana
- 1973 - Crispian Mills, cantante, chitarrista e regista britannico
- 1973 - Montree Praepun, giocatore di calcio a 5 thailandese
- 1973 - Rolando Schiavi, ex calciatore argentino
- 1973 - Regillio Vrede, ex calciatore e allenatore di calcio olandese
- 1974 - Zulema Arroyos, ex cestista messicana
- 1974 - Nicola Chesini, ex ciclista su strada italiano
- 1974 - Claire Coombs, principessa belga
- 1974 - Morena Gallizio, ex sciatrice alpina italiana
- 1974 - Tri Kusharyanto, ex giocatore di badminton indonesiano
- 1974 - Steve Lomas, allenatore di calcio e ex calciatore nordirlandese
- 1974 - Vladimir Miholjević, dirigente sportivo e ex ciclista su strada croato
- 1974 - Monique Morehouse, ex cestista statunitense
- 1974 - Maulik Pancholy, attore statunitense
- 1974 - Ansar Razak, calciatore indonesiano († 1998)
- 1974 - Christoph Roodhooft, ex ciclista su strada e dirigente sportivo belga
- 1974 - Elena Smurova, ex pallanuotista russa
- 1974 - Thibaut Vallette, cavaliere francese
- 1974 - Benedikt Weber, conduttore televisivo e doppiatore tedesco
- 1975 - Thomas Astruc, regista e sceneggiatore francese
- 1975 - Vasilij Bezsmel'nicyn, ex sciatore alpino russo
- 1975 - Connie Bismuto, attrice, doppiatrice e direttrice del doppiaggio italiana
- 1975 - Ivan Clementi, pilota motociclistico italiano
- 1975 - Laura Di Mariano, attrice italiana
- 1975 - Igor Iezzi, politico italiano
- 1975 - Joachim Lafosse, regista e sceneggiatore belga
- 1975 - Danielle McCulley, ex cestista statunitense
- 1975 - Rob Morris, ex giocatore di football americano statunitense
- 1975 - Ellis Rastelli, ex ciclista su strada italiano
- 1975 - DJ Baro, disc jockey e beatmaker italiano
- 1975 - Artëm Žoga, militare e politico russo
- 1976 - Laurence Courtois, ex tennista belga
- 1976 - Fabien Debec, ex calciatore francese
- 1976 - Marcelo Gallardo, allenatore di calcio e ex calciatore argentino
- 1976 - Daniela Komatović, designer, pittrice e fotografa ceca
- 1976 - Damien Leith, cantante irlandese
- 1976 - Pavel Mareš, ex calciatore ceco
- 1976 - Derek Richardson, attore statunitense
- 1977 - Ronald Arana, allenatore di calcio e ex calciatore boliviano
- 1977 - Didier Dinart, ex pallamanista, allenatore di pallamano e dirigente sportivo francese
- 1977 - Neale Fenn, allenatore di calcio e ex calciatore irlandese
- 1977 - Euthymīs Filippou, sceneggiatore greco
- 1977 - Ota Fukárek, ex tennista ceco
- 1977 - Klaus Lanzarini, nuotatore italiano
- 1977 - Stefano Lorenzi, allenatore di calcio e ex calciatore italiano
- 1977 - Daniel Matsau, ex calciatore sudafricano
- 1977 - Jean-Patrick Nazon, ex ciclista su strada francese
- 1977 - Arjan Pisha, ex calciatore albanese
- 1977 - Giōrgos Vovoras, allenatore di pallacanestro greco
- 1977 - Alina Židkova, ex tennista russa
- 1978 - Emilio De Leo, allenatore di calcio italiano
- 1978 - Josh Holden, allenatore di hockey su ghiaccio e ex hockeista su ghiaccio canadese
- 1978 - Thor Hushovd, dirigente sportivo e ex ciclista su strada norvegese
- 1978 - Siniša Janković, ex calciatore serbo
- 1978 - Wandee Kameaim, ex sollevatrice thailandese
- 1978 - Katja Kipping, politica tedesca
- 1978 - Bogdan Lobonț, allenatore di calcio e ex calciatore rumeno
- 1978 - Mario Rodríguez Cervantes, ex calciatore messicano
- 1978 - Carlos Sánchez García, ex calciatore spagnolo
- 1978 - Luca Saudati, ex calciatore italiano
- 1978 - Terje Skjeldestad, ex calciatore norvegese
- 1978 - Ashley Tappin, ex nuotatrice statunitense
- 1978 - Stev Theloke, ex nuotatore tedesco
- 1978 - Ryūji Yokoe, pilota motociclistico giapponese
- 1979 - Els Ampe, politica belga
- 1979 - Jay Chou, cantante e attore taiwanese
- 1979 - William Collum, arbitro di calcio scozzese
- 1979 - David D'Antoni, allenatore di calcio e ex calciatore italiano
- 1979 - Ruslan Fedotenko, hockeista su ghiaccio ucraino
- 1979 - Paulo Ferreira, allenatore di calcio, dirigente sportivo e ex calciatore portoghese
- 1979 - Brian Gionta, hockeista su ghiaccio statunitense
- 1979 - Anastasija Grebënkina, ex danzatrice su ghiaccio russa
- 1979 - Bill May, nuotatore artistico statunitense
- 1979 - Giacomo Mazzi, ex calciatore italiano
- 1979 - Marcela Paoletta, ex cestista argentina
- 1979 - Elçin Rəhmanov, ex calciatore azero
- 1979 - Nicola Santoni, allenatore di calcio e ex calciatore italiano
- 1979 - Roberta Metsola, politica maltese
- 1979 - Andreas Tegström, allenatore di calcio e ex calciatore svedese
- 1979 - Leo Varadkar, politico irlandese
- 1980 - Edgar Álvarez, ex calciatore honduregno
- 1980 - Karl Anderson, wrestler statunitense
- 1980 - Nenad Brnović, allenatore di calcio e ex calciatore montenegrino
- 1980 - Kenny Corupe, ex hockeista su ghiaccio canadese
- 1980 - Precious Dede, ex calciatrice nigeriana
- 1980 - Davit Dighmelashvili, ex calciatore statunitense
- 1980 - Estelle, cantautrice, rapper e doppiatrice britannica
- 1980 - Robert Green, ex calciatore inglese
- 1980 - Rodrigo Guirao Díaz, attore argentino
- 1980 - Kert Haavistu, ex calciatore estone
- 1980 - Lin Na, mezzofondista cinese
- 1980 - Julius Peppers, ex giocatore di football americano statunitense
- 1980 - Jason Segel, attore, comico e produttore cinematografico statunitense
- 1980 - Liah, cantautrice brasiliana
- 1980 - Răzvan Stanca, ex calciatore rumeno
- 1980 - Alexandre Stricher, pilota di rally e giornalista francese
- 1980 - Antonio Jesús Vázquez Muñoz, ex calciatore spagnolo
- 1981 - Zeina Abirached, disegnatrice e fumettista libanese
- 1981 - Alessio Boggiatto, ex nuotatore italiano
- 1981 - Ryan Bucci, ex cestista statunitense
- 1981 - Peter Canero, ex calciatore britannico
- 1981 - Gabriel Cânu, ex calciatore rumeno
- 1981 - Thomas Degasperi, sciatore nautico italiano
- 1981 - Otgonbayar Ershuu, pittore mongolo
- 1981 - Daniel Mendes, ex calciatore brasiliano
- 1981 - Gang Dong-won, attore sudcoreano
- 1981 - Youssouf Kamara, ex calciatore ivoriano
- 1981 - Andreı Karpovıch, ex calciatore kazako
- 1981 - Christophe Kern, ex ciclista su strada francese
- 1981 - Christof Ritter, ex calciatore liechtensteinese
- 1981 - Olivier Rochus, ex tennista belga
- 1981 - Khari Stephenson, ex calciatore giamaicano
- 1981 - Miguel Torres, artista marziale misto e kickboxer statunitense
- 1981 - Antje Traue, attrice tedesca
- 1981 - Daniel Zillmann, attore, doppiatore e cantante tedesco
- 1982 - Ariadne Artiles, modella spagnola
- 1982 - Fabiano Medina da Silva, ex calciatore brasiliano
- 1982 - Christian Galenda, ex nuotatore italiano
- 1982 - Mary Keitany, ex maratoneta keniota
- 1982 - Kateryna Kuchar, ballerina ucraina
- 1982 - Álvaro Mejía Pérez, ex calciatore spagnolo
- 1982 - Joanna Newsom, cantautrice e arpista statunitense
- 1982 - Hanna Talikainen, cantante finlandese
- 1982 - Jader Volnei Spindler, ex calciatore brasiliano
- 1982 - Adriano Zaccagnini, politico italiano
- 1983 - George Bridgewater, canottiere neozelandese
- 1983 - Ludovic Castard, pallavolista francese
- 1983 - Ding Jianhong, ex cestista cinese
- 1983 - SYML, cantante statunitense
- 1983 - Ghostpoet, cantante e musicista britannico
- 1983 - Graziane de Jesus Coelho, ex cestista brasiliana
- 1983 - Pierre Ibarra, ex calciatore messicano
- 1983 - Igor Janik, giavellottista polacco
- 1983 - Carldell Johnson, ex cestista e allenatore di pallacanestro statunitense
- 1983 - Jung Yu-mi, attrice sudcoreana
- 1983 - Hamdi Kasraoui, ex calciatore tunisino
- 1983 - Samantha Mumba, cantante, attrice e modella irlandese
- 1983 - Duaij Naser, ex calciatore bahreinita
- 1983 - Mahir Sağlık, ex calciatore tedesco
- 1983 - Shan Xiaona, tennistavolista tedesca
- 1983 - Kadiatou Touré, ex cestista maliana
- 1983 - Katie White, cantante e musicista britannica
- 1984 - Salim Abdulla, calciatore emiratino
- 1984 - Giuliana Altamura, scrittrice italiana
- 1984 - Daniel Librado Azcona, ex calciatore paraguaiano
- 1984 - Oleh Berežnyj, biatleta ucraino
- 1984 - David Berry, attore australiano
- 1984 - Ioannis Drymonakos, ex nuotatore greco
- 1984 - Austin Flynn, ex giocatore di football americano e allenatore di football americano statunitense
- 1984 - Gianluca Galasso, allenatore di calcio e ex calciatore italiano
- 1984 - Tem Hansen, ex calciatore faroese
- 1984 - Makoto Hasebe, ex calciatore giapponese
- 1984 - Małgorzata Jasińska, ex ciclista su strada polacca
- 1984 - Evgenija Viktorovna Obrazcova, danzatrice e attrice russa
- 1984 - Leonardo Pisculichi, ex calciatore argentino
- 1984 - Hasan Rizvić, cestista bosniaco
- 1984 - Alaixys Romao, calciatore francese
- 1984 - Willie Sims, calciatore guatemalteco
- 1984 - Oliver Stević, cestista serbo
- 1984 - Ugo Ukah, ex calciatore italiano
- 1985 - Oluwafemi Ajilore, ex calciatore nigeriano
- 1985 - Marcelo Alatorre, ex calciatore messicano
- 1985 - Dale Begg-Smith, ex sciatore freestyle canadese
- 1985 - Yannick Cahuzac, allenatore di calcio e ex calciatore francese
- 1985 - Pablo Castro, ex calciatore uruguaiano
- 1985 - Jacob Clear, canoista australiano
- 1985 - Elke Clijsters, ex tennista belga
- 1985 - Alfi Conteh-Lacalle, calciatore spagnolo
- 1985 - Nate Garner, giocatore di football americano statunitense
- 1985 - Han Sun-il, calciatore nordcoreano
- 1985 - Matt Hobby, attore e comico statunitense
- 1985 - Hanae Itō, nuotatrice giapponese
- 1985 - Joel Julio, pugile colombiano
- 1985 - Camille Little, ex cestista e allenatrice di pallacanestro statunitense
- 1985 - Elisa Manzano, pallavolista italiana
- 1985 - Riccardo Montolivo, ex calciatore italiano
- 1985 - Riccardo Moretti, pilota motociclistico italiano
- 1985 - Lady Blackbird, cantante statunitense
- 1985 - Christian Ovelar, calciatore paraguaiano
- 1985 - Pedro José Pinazo Arias, ex calciatore spagnolo
- 1985 - Roberto de Souza Rezende, ex calciatore brasiliano
- 1985 - Javier Sebastián Robles, ex calciatore argentino
- 1985 - Kareem Smith, calciatore trinidadiano
- 1985 - Rubén de la Barrera, allenatore di calcio spagnolo
- 1986 - Ahmed Abid Ali, calciatore iracheno
- 1986 - Emiliano Armenteros, ex calciatore argentino
- 1986 - Quentin Boesso, calciatore francese
- 1986 - Mirko Bruccini, calciatore italiano
- 1986 - Vinko Buden, calciatore croato
- 1986 - Enrico Ceccato, ex rugbista a 15 italiano
- 1986 - Huang Shanshan, ex ginnasta cinese
- 1986 - Devin Kelley, attrice statunitense
- 1986 - Maarja Kivi, cantautrice e bassista estone
- 1986 - Li Wenquan, arciere cinese
- 1986 - Senad Lulić, ex calciatore bosniaco
- 1986 - Daniel Márquez, ex calciatore messicano
- 1986 - Andreas Schauer, sciatore freestyle tedesco
- 1986 - Vita Semerenko, biatleta ucraina
- 1986 - Valentyna Semerenko, biatleta e ex fondista ucraina
- 1986 - László Simon, ex cestista ungherese
- 1986 - Kristin Skaslien, giocatrice di curling norvegese
- 1986 - Gaëlle Thalmann, allenatrice di calcio e ex calciatrice svizzera
- 1986 - Becca Tobin, attrice, cantante e ballerina statunitense
- 1986 - Shiran Zairy, ex cestista israeliana
- 1987 - Johan Djourou, ex calciatore ivoriano
- 1987 - Stefan Filipović, cantante montenegrino
- 1987 - Zane Holtz, modello e attore canadese
- 1987 - Grīgorīs Makos, ex calciatore greco
- 1987 - Ismael Sosa, calciatore argentino
- 1987 - Mark Ujakpor, velocista e ostacolista spagnolo
- 1988 - Abdullah Al Shamali, calciatore kuwaitiano
- 1988 - Yllka Berisha, modella e cantante kosovara
- 1988 - Carlos Roberto Borja Baltazar, ex calciatore statunitense
- 1988 - Ironik, musicista, disc jockey e rapper britannico
- 1988 - Ebinho, ex calciatore brasiliano
- 1988 - Orfeo Ferretti, giocatore di football americano svizzero
- 1988 - Jacob Fortune-Lloyd, attore britannico
- 1988 - Michael Georgiou, giocatore di snooker inglese
- 1988 - João Gonçalves, ex calciatore portoghese
- 1988 - Alex Johnson, ex cestista canadese
- 1988 - Angelique Kerber, ex tennista tedesca
- 1988 - Anastasios Kissas, calciatore cipriota
- 1988 - Ashleigh Murray, attrice statunitense
- 1988 - Michael Palmer, ex giocatore di football americano statunitense
- 1988 - Iñigo Pérez, allenatore di calcio e ex calciatore spagnolo
- 1988 - Boy van Poppel, ex ciclista su strada e ex ciclocrossista olandese
- 1988 - Tujamo, disc jockey e produttore discografico tedesco
- 1988 - Pavel Shakirov, giocatore di calcio a 5 kazako
- 1988 - Ovini Uera, judoka nauruano
- 1988 - Wang Yihan, giocatrice di badminton cinese
- 1989 - Unai Albizua, calciatore spagnolo
- 1989 - Katharina Baunach, ex calciatrice tedesca
- 1989 - Ivan Cačev, calciatore bulgaro
- 1989 - Tank Carder, giocatore di football americano statunitense
- 1989 - Chen Long, giocatore di badminton cinese
- 1989 - Marcelo Demoliner, tennista brasiliano
- 1989 - Per-Egil Flo, calciatore norvegese
- 1989 - Adrienne Johnson, ex cestista statunitense
- 1989 - Kamal Kamyabinia, calciatore iraniano
- 1989 - Brendan Moloney, ex calciatore irlandese
- 1989 - Keaton Nankivil, ex cestista statunitense
- 1989 - Dutch Nazari, rapper e cantautore italiano
- 1989 - Barbara Nwaba, ex multiplista statunitense
- 1989 - Rafał Omelko, velocista polacco
- 1989 - Rubén Miño, calciatore spagnolo
- 1989 - Thomas Salamon, calciatore austriaco
- 1989 - Maxime Teixeira, ex tennista francese
- 1989 - Deivid Willian da Silva, ex calciatore brasiliano
- 1990 - Hossam Arafat, calciatore egiziano
- 1990 - Deni Alar, calciatore croato
- 1990 - Pichu Atienza, calciatore spagnolo
- 1990 - Taylor Austin, bobbista canadese
- 1990 - Alison Bai, tennista australiana
- 1990 - Dejan Blagojević, calciatore serbo
- 1990 - Stevie Bonsey, pilota motociclistico statunitense
- 1990 - Guilherme de Souza, calciatore brasiliano
- 1990 - Karolina Chrapek, ex sciatrice alpina polacca
- 1990 - Gorgui Dieng, ex cestista senegalese
- 1990 - Nacho, calciatore spagnolo
- 1990 - Marcos Figueroa, calciatore argentino
- 1990 - Juul Franssen, judoka olandese
- 1990 - Constantin Gastmann, attore tedesco
- 1990 - Hayle İbrahimov, mezzofondista azero
- 1990 - Latavius Murray, giocatore di football americano statunitense
- 1990 - Alex Pietrangelo, hockeista su ghiaccio canadese
- 1990 - Mario Pokar, calciatore tedesco
- 1990 - Jörg Siebenhandl, calciatore austriaco
- 1990 - Daniel Ünal, ex calciatore svizzero
- 1990 - Róbert Valenta, calciatore slovacco
- 1991 - Jakob Ahlmann Nielsen, ex calciatore danese
- 1991 - Aram Avagyan, pugile armeno
- 1991 - Mickaël Barreto, calciatore francese
- 1991 - Ashleigh Brennan, ex ginnasta australiana
- 1991 - Mitchell Duke, calciatore australiano
- 1991 - Fabiana Caetano de Souza, ex cestista brasiliana
- 1991 - Tiny Gallon, ex cestista statunitense
- 1991 - Dexter Lee, velocista giamaicano
- 1991 - Lucas Lóh, pallavolista brasiliano
- 1991 - Antonio Marchesano, calciatore svizzero
- 1991 - Britt McKillip, attrice e doppiatrice canadese
- 1991 - Marijo Možnik, ginnasta croato
- 1991 - Ángela Ponce, modella spagnola
- 1991 - Ri Yong-chol, calciatore nordcoreano
- 1991 - Tommaso Rinaldi, tuffatore italiano
- 1991 - Amir Saoud, cestista libanese
- 1991 - Joeri Schroijen, calciatore olandese
- 1991 - Lasse Sobiech, ex calciatore tedesco
- 1991 - Leonardo de Deus, nuotatore brasiliano
- 1992 - Francesco Bardi, calciatore italiano
- 1992 - Steve Breitkreuz, calciatore tedesco
- 1992 - Tommaso De Vecchis, ginnasta italiano
- 1992 - Oliver Ekroth, calciatore svedese
- 1992 - Mathieu Faivre, sciatore alpino francese
- 1992 - Francisco Júnior, calciatore guineense
- 1992 - Sebastián Gallegos, calciatore uruguaiano
- 1992 - Akaki Gogia, calciatore georgiano
- 1992 - Marcin Held, artista marziale misto polacco
- 1992 - Jin Jingdao, calciatore cinese
- 1992 - Dagny Knutson, nuotatrice statunitense
- 1992 - Giorgi Mch'edlishvili, calciatore georgiano
- 1992 - Jefferson Murillo, calciatore colombiano
- 1992 - Lukas Rath, calciatore austriaco
- 1992 - Berglind Björg Þorvaldsdóttir, calciatrice islandese
- 1992 - Anastasija Vasyl'jeva, ex tennista ucraina
- 1992 - Xavier Williams, giocatore di football americano statunitense
- 1992 - David Yankey, giocatore di football americano australiano
- 1992 - Wezirgeldi Ylýasow, calciatore turkmeno
- 1992 - Wendy Choo, wrestler statunitense
- 1993 - Nicola Bertoglio, ex cestista italiano
- 1993 - Thomas Eisfeld, calciatore tedesco
- 1993 - Courtney Frerichs, siepista statunitense
- 1993 - Elin Gustavsson, cestista svedese
- 1993 - Martin Karndu, ex calciatore liberiano
- 1993 - Thanat Lowkhunsombat, attore televisivo thailandese
- 1993 - Mateus Lima Cruz, calciatore brasiliano
- 1993 - Nicolai Næss, calciatore norvegese
- 1993 - Evelina Nikolova, lottatrice bulgara
- 1993 - Laura Oberto, multiplista italiana
- 1993 - Juan Fernando Quintero, calciatore colombiano
- 1993 - João Carlos Teixeira, calciatore portoghese
- 1993 - Bernard Thompson, cestista statunitense
- 1993 - Morgan York, attrice e scrittrice statunitense
- 1993 - Erik Zenga, calciatore russo
- 1994 - Geronimo Allison, giocatore di football americano statunitense
- 1994 - Mathias Bourgue, tennista francese
- 1994 - Tim Chow, calciatore taiwanese
- 1994 - Katie Combaluzier, sciatrice alpina canadese
- 1994 - Daniel Follonier, calciatore svizzero
- 1994 - Max Fried, giocatore di baseball statunitense
- 1994 - Minzy, rapper e ballerina sudcoreana
- 1994 - Johan Grebongo, cestista centrafricano
- 1994 - Kruno Ivančić, ex calciatore croato
- 1994 - Kang Ji-young, cantante e attrice sudcoreana
- 1994 - Vasileios Karagkounīs, calciatore greco
- 1994 - Ilona Kramen', ex tennista bielorussa
- 1994 - Il'jas Kurkaev, pallavolista russo
- 1994 - Jannik Müller, calciatore tedesco
- 1994 - Ēriks Punculs, calciatore lettone
- 1994 - Fabio Rovazzi, cantautore, youtuber e personaggio televisivo italiano
- 1994 - Miles Scotson, ciclista su strada e pistard australiano
- 1994 - Sam Strike, attore britannico
- 1994 - Shin'ya Yajima, calciatore giapponese
- 1995 - Bryce Alford, cestista statunitense
- 1995 - Gboly Ariyibi, calciatore statunitense
- 1995 - Samu Castillejo, calciatore spagnolo
- 1995 - José Cevallos Enríquez, calciatore ecuadoriano
- 1995 - José Manuel Díaz, ciclista su strada spagnolo
- 1995 - Leonard Fournette, giocatore di football americano statunitense
- 1995 - Gloria Groove, rapper, compositore e attore brasiliano
- 1995 - Chad Hansen, giocatore di football americano statunitense
- 1995 - Sandra María Jessen, calciatrice islandese
- 1995 - Lou Llobell, attrice spagnola
- 1995 - Ahmed Mehideb, atleta paralimpico algerino
- 1995 - Jack Miller, pilota motociclistico australiano
- 1995 - Dylan Murnane, calciatore australiano
- 1995 - Elías Már Ómarsson, calciatore islandese
- 1995 - Farida Osman, nuotatrice egiziana
- 1995 - Dragana Stanković, cestista serba
- 1995 - James Thompson, cestista statunitense
- 1996 - Chala Beyo, siepista etiope
- 1996 - Ibrahim Keïta, calciatore francese
- 1996 - Guillaume Dutoit, tuffatore svizzero
- 1996 - Tzeims Eymorfidīs, calciatore greco
- 1996 - Sarah Gilman, attrice statunitense
- 1996 - Omar Govea, calciatore messicano
- 1996 - J.T. Gray, giocatore di football americano statunitense
- 1996 - Ivo Grbić, calciatore croato
- 1996 - Izuka Hoyle, attrice britannica
- 1996 - Miguelón, calciatore spagnolo
- 1996 - Maxim Lobanovszkij, nuotatore ungherese
- 1996 - Kylie Masse, nuotatrice canadese
- 1996 - Abdullahi Mustapha, calciatore nigeriano
- 1996 - Theophilus Solomon, calciatore nigeriano
- 1996 - Mia Swanegan, pallavolista statunitense
- 1996 - Igor Wadowski, cestista polacco
- 1997 - Emil Audero, calciatore italiano
- 1997 - Karan Aujla, cantante e rapper indiano
- 1997 - Daniel Barlaser, calciatore inglese
- 1997 - Elena Bellò, mezzofondista italiana
- 1997 - Pantelīs Chatzīdiakos, calciatore greco
- 1997 - Alessio Da Cruz, calciatore capoverdiano
- 1997 - Drew Forbes, giocatore di football americano statunitense
- 1997 - Odin Hjartarson, sciatore alpino svedese
- 1997 - Besar Iseni, calciatore macedone
- 1997 - Bong Kalo, calciatore vanuatuano
- 1997 - Greg Kiltie, calciatore scozzese
- 1997 - Blair Kinghorn, rugbista a 15 britannico
- 1997 - Abigail Murer, ex sciatrice alpina statunitense
- 1997 - Daisuke Sakai, calciatore giapponese
- 1997 - Álex Sancris, calciatore spagnolo
- 1997 - Jorge Segura, calciatore colombiano
- 1997 - Miloš Stojanović, calciatore serbo
- 1997 - Donát Szivacski, calciatore ungherese
- 1997 - Alwyn Tera, calciatore keniota
- 1997 - D.J. Turner, giocatore di football americano statunitense
- 1998 - Aitana Bonmatí, calciatrice spagnola
- 1998 - Andrei Ciobanu, calciatore rumeno
- 1998 - Vashti Cunningham, altista statunitense
- 1998 - Kathryn Greenslade, nuotatrice britannica
- 1998 - Nicolás Hernández Rodríguez, calciatore colombiano
- 1998 - Lisandro Martínez, calciatore argentino
- 1998 - Éder Militão, calciatore brasiliano
- 1998 - Byron Murphy, giocatore di football americano statunitense
- 1998 - Shin Ye-eun, attrice sudcoreana
- 1998 - Milena Todorova, biatleta bulgara
- 1999 - Giacomo Bertagnolli, sciatore alpino italiano
- 1999 - Karan Brar, attore statunitense
- 1999 - Jake Ferguson, giocatore di football americano statunitense
- 1999 - Dávid Filinský, calciatore slovacco
- 1999 - Tee Higgins, giocatore di football americano statunitense
- 1999 - Aurélien Nguiamba, calciatore francese
- 1999 - Tanja Pawollek, calciatrice tedesca
- 1999 - Pascal Petlach, calciatore austriaco
- 1999 - Zdeňka Pešatová, saltatrice con gli sci ceca
- 1999 - Djorkaeff Reasco, calciatore ecuadoriano
- 1999 - Anthony Schmid, calciatore austriaco
- 1999 - Patrick Sutter, calciatore svizzero
- 1999 - Gary Trent, cestista statunitense
- 1999 - Andi Tóth, cantante, attrice e personaggio televisivo rumena
- 1999 - Timon Weiner, calciatore tedesco
- 1999 - Güven Yalçın, calciatore turco
- 2000 - Moses Alo-Emile, rugbista a 15 francese
- 2000 - Andrés Balanta, calciatore colombiano († 2022)
- 2000 - Julius Brents, giocatore di football americano statunitense
- 2000 - Jonathan Dellarossa, calciatore argentino
- 2000 - Kingsley Enagbare, giocatore di football americano statunitense
- 2000 - Braden Fiske, giocatore di football americano statunitense
- 2000 - Alexis Flips, calciatore francese
- 2000 - Iván Gil, calciatore spagnolo
- 2000 - Lautaro Guzmán, calciatore argentino
- 2000 - Maciel, calciatore brasiliano
- 2000 - Paul Mukairu, calciatore nigeriano
- 2000 - Zeb Powell, snowboarder statunitense
- 2000 - Rijad Sadiku, calciatore bosniaco
- 2000 - Raúl Sandoval, calciatore messicano
- 2000 - Francesco Sansovini, velocista sammarinese
- 2000 - Laura Thorn, cantante e polistrumentista lussemburghese

## XXI secolo(42)
- 2001 - Matsuri Arai, tuffatrice giapponese
- 2001 - Fabrizio Correa, calciatore uruguaiano
- 2001 - Munashe Garananga, calciatore zimbabwese
- 2001 - Bryan García, calciatore ecuadoriano
- 2001 - Łukasz Łakomy, calciatore polacco
- 2001 - Felix Mambimbi, calciatore svizzero
- 2001 - Merveille Papela, calciatore tedesco
- 2001 - Maksim Petrov, calciatore russo
- 2001 - Daniel Phillips, calciatore inglese
- 2001 - Nolan Smith, giocatore di football americano statunitense
- 2001 - Karol Struski, calciatore polacco
- 2001 - Bálint Szabó, calciatore ungherese
- 2002 - Karim Adeyemi, calciatore tedesco
- 2002 - Sofie Bredgaard, calciatrice danese
- 2002 - Ki-Jana Hoever, calciatore olandese
- 2002 - Samuel Joslin, attore britannico
- 2002 - Anass Salah-Eddine, calciatore olandese
- 2002 - Hajdin Salihu, calciatore kosovaro
- 2002 - Johannes Staune-Mittet, ciclista su strada norvegese
- 2002 - Yamato Wakatsuki, calciatore giapponese
- 2002 - Anastasija Zacharova, tennista russa
- 2003 - Ilay Camara, calciatore senegalese
- 2003 - Ayal Dagnachew, mezzofondista etiope
- 2003 - Judeline, cantautrice spagnola
- 2003 - Patryck Lanza, calciatore brasiliano
- 2003 - Marcos Paulo, calciatore brasiliano
- 2003 - Max Perathoner, sciatore alpino italiano
- 2003 - Jonathan Pérez, calciatore messicano
- 2003 - Federico Redondo, calciatore spagnolo
- 2003 - Devyne Rensch, calciatore olandese
- 2003 - Kingsley Suamataia, giocatore di football americano statunitense
- 2004 - Ryan Duncan, calciatore scozzese
- 2004 - Joshua John, calciatore nigeriano
- 2004 - Talha Sarıarslan, calciatore turco
- 2004 - Nikolas Sattlberger, calciatore austriaco
- 2005 - Faissal Al Mayzani, calciatore marocchino
- 2005 - Luka Kapulica, calciatore croato
- 2005 - Benedetta Pilato, nuotatrice italiana
- 2005 - Candas Fiogbe, calciatore beninese
- 2006 - Mathis Amougou, calciatore francese
- 2006 - JP Chermont, calciatore brasiliano
- 2006 - Martim Fernandes, calciatore portoghese

## Senza anno specificato(1)
- Agostino Nifo, filosofo e umanista italiano